# Straßenlauf-Länderkampf der Männer 1987 Niederlande – BR Deutschland – Frankreich – Schweiz
| 11. Leichtathletik-Länderkampf mit bundesdeutscher Beteiligung 1987                  | 11. Leichtathletik-Länderkampf mit bundesdeutscher Beteiligung 1987 |
| ------------------------------------------------------------------------------------ | ------------------------------------------------------------------- |
|                                                                                      |                                                                     |
| Straßenlaufvergleich der Männer: Niederlande – BR Deutschland – Frankreich – Schweiz |                                                                     |
| Austragungsort                                                                       | Winschoten                                                          |
| Wettbewerbe                                                                          | 1                                                                   |
| Datum                                                                                | 25. Juli                                                            |
| 1. FRA 2. NLD 3. FRG 4. SUI                                                          | 5:01:19 h 5:04:15 h 5:04:30 h 5:11:11 h                             |
| Chronik                                                                              |                                                                     |
| ← URS-FRG 5kampf (F)                                                                 | NLD-FRG-FRA-SUI Str'lauf (F) →                                      |

Als elfter Vergleich des Länderkampfjahres 1987 wurde am 25. Juli die traditionelle Begegnung der bundesdeutschen Straßenläufer mit den Niederlanden, Frankreich und der Schweiz im niederländischen Winschoten ausgetragen. Begonnen hatte diese Vergleichsserie mit den drei Ländern Schweiz, Bundesrepublik Deutschland und Niederlande. 1981 war er erweitert worden durch die Teilnahme von Italien und Österreich. 1982 kam als sechster Teilnehmer noch Frankreich hinzu. 1983 nahm anstelle von Österreich ein Team aus Belgien teil. In diesem Jahr traf die Bundesrepublik Deutschland auf Frankreich, die Niederlande und die Schweiz. Italien war dagegen seit 1985 nicht mehr dabei. In den ersten elf Begegnungen hatten immer die bundesdeutschen Läufer vorne gelegen, doch von 1974 bis 1977 hatte sich vier Mal in Folge das Team aus der Schweiz vor der bundesdeutschen Mannschaft durchgesetzt. 1978 war diese Serie durch den zwölften Sieg des bundesdeutschen Teams gestoppt worden. 1979 hatten die niederländischen Läufer ihren ersten Sieg in diesen Länderkämpfen feiern können. 1980 hatte mit dem insgesamt dreizehnten Erfolg in dieser Serie erneut das bundesdeutsche Team vorn gelegen und in den nächsten vier Jahren hatte sich immer Neuling Italien durchgesetzt. 1985 und 1986 gab es mit Frankreich einen neuen Sieger.
Auch die Frauen führten am selben Tag und selben Ort einen Straßenlauf-Länderkampf durch.

## Modus
Auf dem Programm stand ein Rennen über 25 Kilometer. Jede Nation stellte maximal sechs Läufer, von denen die vier Besten über die Addition ihrer Zeiten gewertet wurden.

## Ergebnis
In der Einzelwertung lagen drei französische Läufer vor dem ersten Niederländer vorn. Die beiden besten bundesdeutschen Vertreter liefen auf den Rängen sechs und acht ein. Somit endete der Länderkampf wie bei den Männern mit einer bundesdeutschen Niederlage. In der Länderkampfwertung triumphierte wie im Jahr zuvor das Team aus Frankreich in 5:01:19 h. Platz zwei belegte die Niederlande in 5:04:15 h. In 5:04:30 h kam die im Vorjahr noch zweitplatzierte Bundesrepublik Deutschland auf den dritten Platz und die Schweiz wurde in 5:11:11 h Vierter.
Leider finden sich keine Angaben über die komplette Ergebnisliste. Aufgeführt sind die Läufer auf den Plätzen eins bis acht sowie alle weiteren bundesdeutschen Sportler.

## Resultat

### 25-km-Straßenlauf
| Platz | Athlet                | Land | Zeit (h) |
| ----- | --------------------- | ---- | -------- |
| 01    | Dominique Chauvelier  | FRA  | 1:14:49  |
| 02    | Bertrand Itsweire     | FRA  | 1:15:00  |
| 03    | Jacky Boxberger       | FRA  | 1:15:20  |
| 04    | Gerard Nijboer        | NLD  | 1:15:35  |
| 05    | Alex Gonzales         | FRA  | 1:15:37  |
| 06    | Michael Spöttel       | FRG  | 1:15:55  |
| 07    | Jean-Baptiste Protais | FRA  | 1:15:56  |
| 08    | Ralf Salzmann         | FRG  | 1:17:46  |
| 000…  |                       |      |          |
| 11    | Martin Grüning        | FRG  | 1:16:16  |
| 13    | Hans-Jürgen Orthmann  | FRG  | 1:16:41  |
| 14    | Eberhard Weyel        | FRG  | 1:16:42  |
| 15    | Reiner Gutschank      | FRG  | 1:16:59  |